# Clematis addisonii
Clematis addisonii là một loài thực vật có hoa trong họ Mao lương. Loài này được Britton ex Vail mô tả khoa học đầu tiên năm 1890.